# زمان ارمنستان
زمان ارمنستان (انگلیسی: Armenia Time) منطقه زمانی است که در جمهوری ارمنستان و جمهوری آرتساخ به کاربرده می‌شود. زمان ارمنستان در یوتی‌سی ۴:۰۰+ چهار ساعت از ساعت هماهنگ جهانی جلوتر است. تعدیل صرفه‌جویی در زمان نور روز زمان تابستانی ارمنستان (AMST) از سال ۲۰۱۲ متوقف شده است